# Hrvatski školski muzej
Hrvatski školski muzej jedini je muzej u Hrvatskoj specijaliziran za povijest školstva. Svojim djelovanjem ukazuje na važnost čuvanja školske i povijesno-pedagoške baštine i na njezine potencijale na području istraživanja i prezentacije hrvatske kulture u najširem smislu. Hrvatski školski muzej otvoren je 19. kolovoza 1901. povodom 30. obljetnice Hrvatskoga pedagoško-književnog zbora, učiteljske udruge koja je od svojega osnutka 1871. prikupljala građu za budući školski muzej i koja je, zajedno s ostalim učiteljskim udrugama, zaslužna za izgradnju Hrvatskoga učiteljskog doma (1889.), u kojem se Muzej nalazi od početka rada.  Danas bogati fundus obuhvaća oko 90 000 jedinica građe raspoređenih u 12 muzejskih zbirki. U sastavu Muzeja nalazi se i Pedagoška knjižnica Davorina Trstenjaka.

## Vanjske poveznice
- Stranice Hrvatskog školskog muzeja